# Aethogebia
Aethogebia is een geslacht van kreeftachtigen uit de klasse van de Malacostraca (hogere kreeftachtigen).

## Soort
- Aethogebia gorei Williams, 1993